# Saham al-Jawlan
Saham al-Jawlan (tiếng Ả Rập: سحم الجولان, Saḩam al Jawlān), còn được gọi là Saham el-Golan, là một ngôi làng Syria ở Tỉnh Daraa, ở vùng Hauran. Nó có dân số 6.572 vào năm 2004. Hầu hết cư dân làm việc trong việc trồng ngũ cốc, ô liu và rau.

## Lịch sử

### Cổ xưa
Ngôi làng vẫn còn tồn tại từ thế kỷ thứ 4. Nó cũng được cho là thành phố kinh thánh của Golan.

### Thời kỳ Ottoman
Năm 1596 Saham al-Jawlan xuất hiện trong sổ đăng ký thuế của Ottoman như một phần của nahiya của Jawlan Sarqi trong Qada của Hauran. Nó có một dân số Hồi giáo bao gồm 22 hộ gia đình và 15 cử nhân. Thuế đã được trả cho lúa mì, lúa mạch, vụ mùa hè, dê và/hoặc tổ ong.

#### Hoạt động của Zionist
Năm 1891, xã hội Agudat Ahim có trụ sở tại Yekatrinoslav, Đế quốc Nga, đã thu được 100.000 dunam đất ở Saham al-Jawlan để định cư nông nghiệp của người Do Thái. Do lệnh cấm mua đất của Thổ Nhĩ Kỳ đối với người Do Thái Palestine, giấy phép đã được Nam tước Edmond de Rothschild mua lại. Năm 1895, làng Tiferet Binyamin được thành lập trên đất liền, nhưng người Do Thái buộc phải rời đi vào tháng 7 năm 1896, khi Ottoman đuổi 17 gia đình không phải người Thổ Nhĩ Kỳ và ra lệnh trục xuất tất cả Đông Âu Người Do Thái từ Cao nguyên Golan. Một nỗ lực sau đó để giải quyết địa điểm với người Do Thái Syria, vốn là công dân Ottoman, đã không thành công. Vào năm 1921-1930, trong thời kỳ Pháp ủy, Hiệp hội Thực dân Do Thái Palestine (PICA) đã có được những việc làm đối với khu đất của người Do Thái ở Saham al-Jawlan và tiếp tục quản lý nó, thu tiền thuê từ nông dân Ả Rập sống ở đó.

### Kỷ nguyên hiện đại
Từ tháng 3 năm 2017 đến tháng 7 năm 2018 Saham al-Jawlan nằm dưới sự kiểm soát của Nhà nước Hồi giáo Iraq và Levant. Vào ngày 26 tháng 7 năm 2018, Sư đoàn 4 Thiết giáp và Lực lượng Tiger của Quân đội Syria sau trận chiến dữ dội với lực lượng Jaysh Khaled bin Walid do ISIS quản lý để giành lại quyền kiểm soát thị trấn Saham al-Jawlan.